# Julia López-Zubero
Julia López-Zubero Purcell (Jacksonville, Florida, Estados Unidos; 29 de enero de 1961) es una exnadadora española. Compitió en los Juegos Olímpicos de Moscú 1980 y fue medallista en los Juegos Mediterráneos de 1979. Fue, asimismo, campeona y plusmarquista española de 100 m libre.

## Biografía

### Vida personal
Julia López-Zubero es hija del oftalmólogo aragonés José Luis López-Zubero, que había emigrado a Estados Unidos en 1955. Forma parte de una saga de destacados nadadores, junto con su hermano mayor, David López-Zubero y el menor, Martín López-Zubero, ambos medallistas olímpicos. En 1981 se casó con el waterpolista español Santiago Zubicoa.

### Trayectoria deportiva
Pese a residir en los Estados Unidos, disputó los campeonatos nacionales de España con distintos clubes, como el CN Metropole y el CN Barcelona. En 1978 logró la victoria en los 100 m libres en el Campeonato de Verano, en una histórica y polémica final, marcada por la rivalidad con Natalia Mas, donde ambas terminaron con el mismo crono (59.5 segundos). El registro estableció un nuevo récord nacional, siendo las primeras españolas en bajar del minuto en la prueba del hectómetro. En ese mismo campeonato logró también la victoria en los 200 m estilos. En 1982 logró dos triunfos en el Campeonato de España de Invierno.
Compitió en el Campeonato Europeo de 1977 y en el Mundial de 1978, logrando en ambos un récord español en el 4 × 100 m libre. En los Juegos Mediterráneos de 1979 ganó la medalla de bronce en esa misma prueba, junto con Natalia Mas, Margarita Armengol y Gloria Casado. Un año más tarde este mismo equipo, junto con Laura Flaqué, logró un diploma olímpico en Juegos de Moscú 1980, aunque López-Zubero no llegó a nadar.